# Katherine Martínez
Katherine Martínez   (La Pastora, 1960) és una advocada, activista i defensora dels drets humans veneçolana. L'any 2008 va fundar l'ONG Prepara Família, que es dedica a la defensa dels drets humans dels infants i adolescents amb patologies cròniques hospitalitzats a l'Hospital de Niños J. M. de los Ríos a Caracas, així com de dones cuidadores. El 2024, va ser reconeguda com una de les dones més influents del món a la llista de les 100 dones de la BBC.

## Primers anys de vida i carrera
Katherine Martínez va néixer a la parròquia de La Pastora, Caracas. Va començar els seus estudis de dret a la Universitat Central de Veneçuela (UCV) als 16 anys. Durant els cinc anys següents, va ser voluntària a la clínica jurídica de la UCV, creada amb el suport de l'Associació Nacional de Clíniques i Assistència Jurídica Voluntària (Asocliva) i l’Església Catòlica, amb seu a La Pastora. Després de graduar-se, va treballar com a advocada independent i va continuar fent feina comunitària.
En aquest sentit, del 2002 al 2007 va formar part de col·lectius de dones que atenien mares, àvies i germanes que atenien menors ingressats a l'Hospital de Niños J. M. de los Ríos a Caracas. L'any 2007 va començar a treballar amb dones víctimes de violència de gènere i el 2013 va fundar l'organització Una Luz Frente a la Violencia i el Maltrato.
L'any 2008, Martínez va fundar l'ONG Prepara Família, amb l'objectiu de potenciar l'assistència amb material mèdic, la formació de mares, l'acompanyament i suport legal, i la creació d'activitats culturals i lúdiques a l'Hospital Infantil JM de los Ríos. Com a resposta als alts nivells de desnutrició provocats per la crisi actual a Veneçuela, Prepara Familia va crear l'any 2020 un centre per oferir vitamines i suplements gratuïts a nens i a dones embarassades. A més, van començar a portar un registre de les vulneracions dels drets humans contra els infants i les dones que els atenen a l'entorn hospitalari, aconsellant a les víctimes que exigissin el compliment de les lleis pertinents. També han advocat per la reactivació del Sistema Veneçolà d'Adquisició d'Òrgans i Teixits, suspès des del 2017, perquè segons les xifres de Prepara Família, almenys 75 nens i adolescents amb malalties cròniques van morir a l'espera de trasplantaments entre el 2017 i el 2022.
Com a defensor dels drets humans, Martínez va sol·licitar mesures cautelars contra el govern veneçolà davant la Comissió Interamericana de Drets Humans (CIDH) a causa de la crisi sanitària que viu el país des del 2014, agreujada el 2017 per un brot infecciós que va matar nens que estaven pacients de l'Hospital JM de los Ríos. El febrer de 2018, la CIDH va acordar sol·licitar mesures cautelars per als nens de la unitat de nefrologia, i les va ampliar a 13 unitats més de l'hospital l'agost de 2019. Com que Martínez havia estat objecte d'amenaces, intimidacions i assetjament des del 2017, l'agost del 2020, amb el suport del Centro de Justicia y Paz (Cepaz) i  Acción Solidaria, la CIDH també va demanar mesures de protecció per a ella, després de considerar que s'enfrontava a un risc greu i urgent de patir un dany irreparable als seus drets. Van demanar al govern veneçolà que adoptés totes les mesures necessàries per a la protecció de la seva vida i integritat personal i la investigació dels fets.

## Reconeixement
Katherine Martínez va ser reconeguda l'any 2019 amb el Premi de Drets Humans de l'Ambaixada del Canadà a Veneçuela i el Centre per a la Pau i els Drets Humans Pare Luis María Olaso de la UCV, una distinció que s'atorga a persones i institucions que promouen i defensen els drets humans des del 2009.
El 2024, va ser inclosa com una de les dones més influents del món a la llista de 100 dones de la BBC, pel seu treball humanitari centrat en la salut dels nens i el suport a les dones cuidadores. Va ser reconeguda juntament amb 14 dones més d'Amèrica Llatina, i personatges destacats com Nadia Murad i Gisèle Pelicot.